# Västra Stenshuvud
Västra Stenshuvud är ett naturreservat i Simrishamns kommun i Skåne län.
Området är naturskyddat sedan 2017 och är 9 hektar stort. Reservatet ligger strax väster om nationalparken Stenshuvud och omfattar huvudsakligen orörd bokskog.